# Капитолий штата Массачусетс
Капито́лий шта́та Массачу́сетс (англ. Massachusetts State House, иногда также Massachusetts Statehouse) находится в городе Бостон — столице штата Массачусетс (Commonwealth of Massachusetts). В нём проводит свои заседания легислатура штата — Генеральный совет Массачусетса, состоящий из Палаты представителей и Сената штата Массачусетс. В нём также находятся офисы губернатора штата.
Капитолий находится на вершине холма Бикон-Хилл. Его фасад выходит на улицу Бикон, на другой стороне которой расположен центральный парк города — Бостон-Коммон. Иногда его называют «новым Капитолием» (New State House), чтобы отличить от старого здания Капитолия (Old State House).
Является второй из шестнадцати точек на исторической Тропе Свободы.

## История

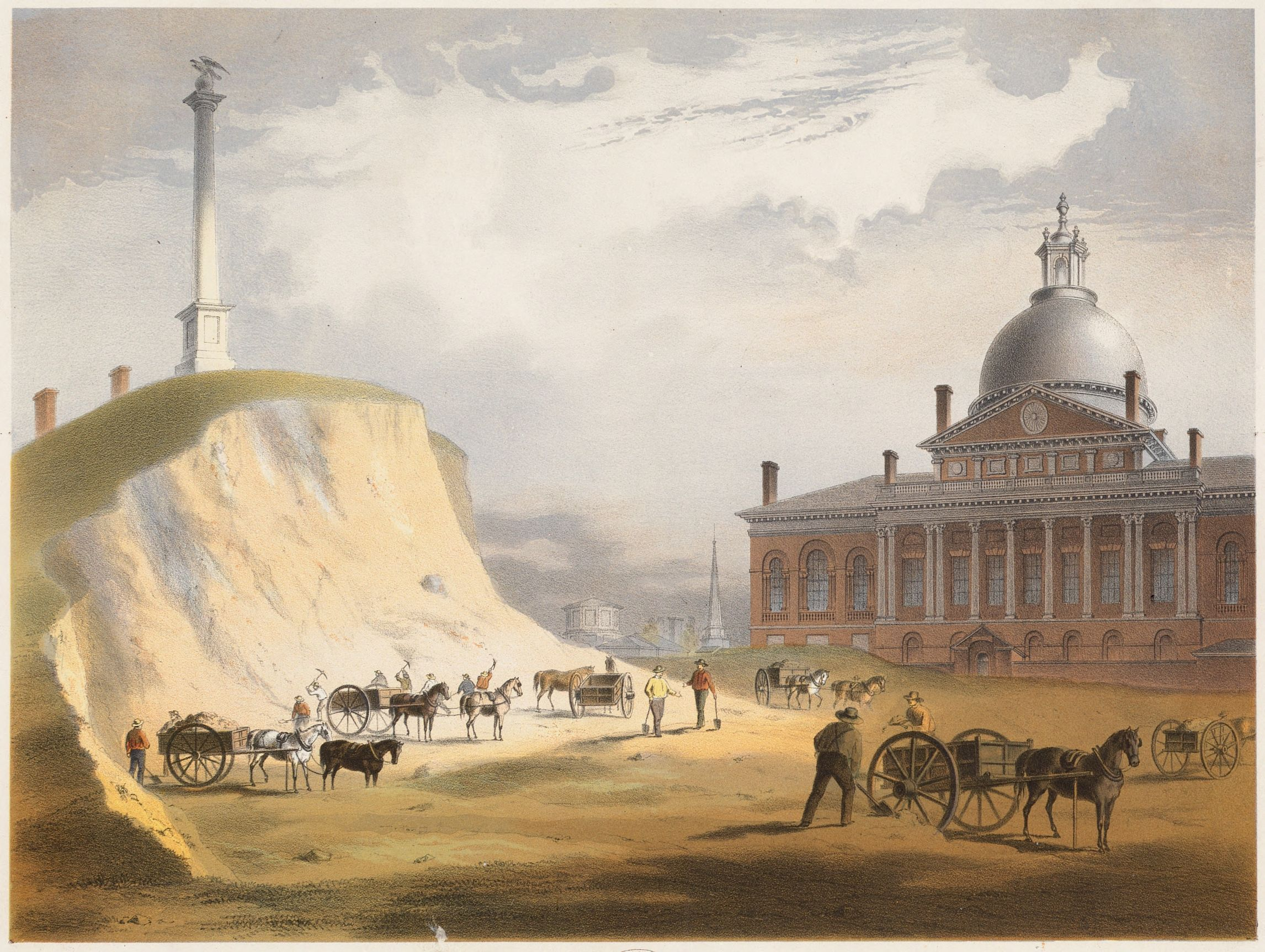
Срезание земли с вершины холма Бикон-Хилл (примерно в 1800 году)

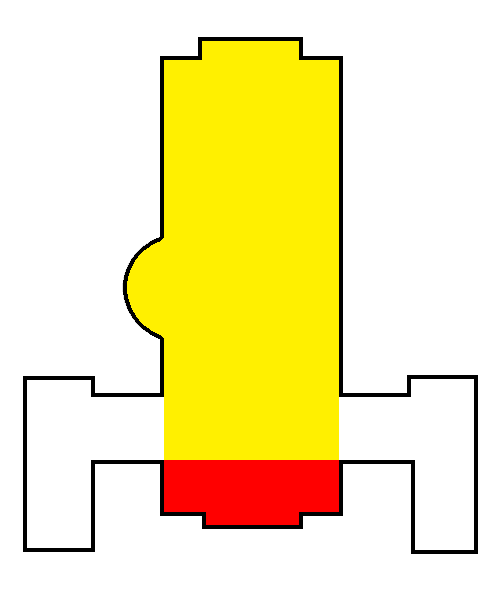
Этапы строительства и расширения Капитолия штата Массачусетс: 1795—1798 (красный цвет), 1889—1895 (жёлтый цвет) и 1917 (белый цвет)

На месте, где сейчас находится Капитолий, ранее располагалось пастбище, владельцем которого был Джон Хэнкок — первый губернатор штата Массачусетс (в 1780—1785 годах). Для строительства Капитолия уровень пастбища был понижен примерно на 15 м.
Центральная часть современного здания Капитолия была построена в 1795—1798 годах по проекту архитектора Чарльза Балфинча.
В 1889—1895 годах здание Капитолия было значительно расширено по проекту архитектора Чарльза Бригама — новая часть, построенная из жёлтого кирпича, была пристроена к обратной стороне старого здания.
В 1917 году были построены восточное и западное крылья по проекту архитекторов Ричарда Клипстона Стерджиса (Richard Clipston Sturgis), Уильяма Чепмена (William Chapman) и Роберта Дэя Эндрюса (Robert Day Andrews).

## Архитектура
Фасад здания Капитолия украшен приподнятым над землёй портиком с колоннами коринфского стиля. Лицевая сторона здания была сделана из красного кирпича, но была покрашена в белый цвет в 1825 году. Она оставалась закрашенной до 1928 года, после чего краска с кирпичей была удалена, и цвет здания опять стал красным.
Купол Капитолия был изначально сделан из деревянной дранки, но затем (в 1802 году) был обшит медными листами (поскольку дранка плохо защищала от осадков и протекала). В 1874 году купол был покрыт 23-каратным (958-й пробы) золотом. Во время Второй мировой войны был выкрашен в чёрный цвет, чтобы не быть мишенью для бомбёжек. В последний раз он был позолочен в 1997 году. На вершине купола установлена позолоченная сосновая шишка — символ лесов Массачусетса.

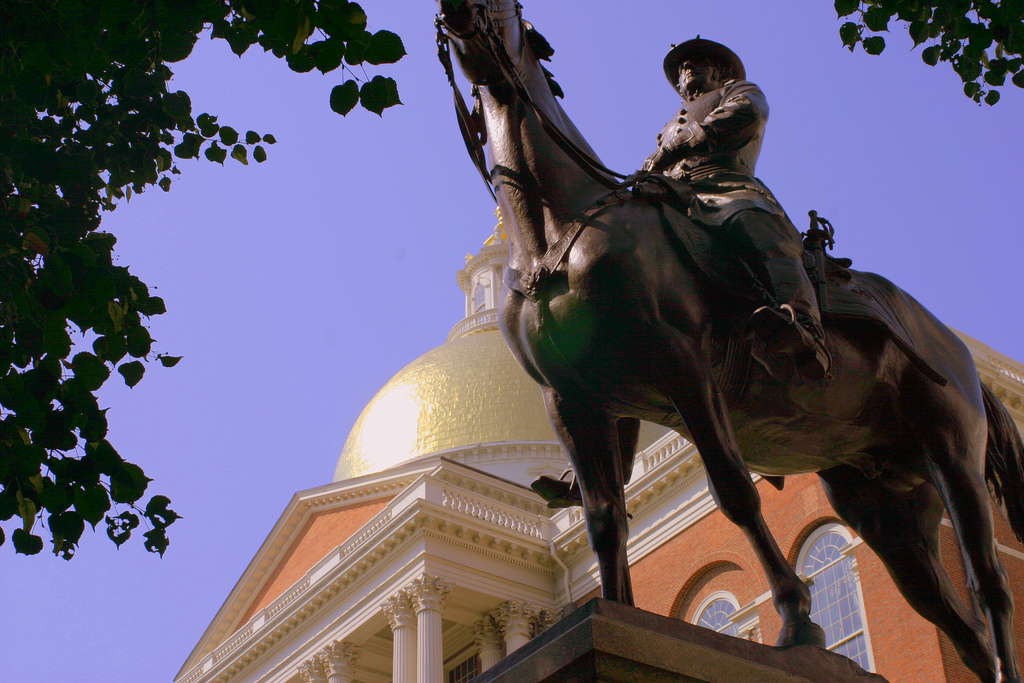
Конная статуя генерала Джозефа Хукера

Перед зданием находится конная статуя генерала Джозефа Хукера. Кроме этого, со стороны фасада Капитолия находятся статуи политика Дэниела Уэбстера, реформатора системы образования Хораса Манна и бывшего президента США Джона Фицджеральда Кеннеди.